# ゴシップ的日本語論
『ゴシップ的日本語論』（ゴシップてきにほんごろん）は、丸谷才一の講演、対談、座談会などを集めた書籍。

## 概要
2004年5月30日、文藝春秋より刊行された。装丁は和田誠。2007年10月10日、文春文庫として文庫化された。
丸谷はあとがきでこう述べている。

## 内容
| タイトル               | 初出                             | 備考                                                                     |
| ---------------------- | -------------------------------- | ------------------------------------------------------------------------ |
| 日本語があぶない       | 『文藝春秋』2004年5月号          | 本書に収めるに当り分量は倍近くになった。                                 |
| ゴシップ的日本語論     | 『文學界』2003年9月号            | 2003年7月10日、プレス・センターでおこなった講演に加筆したもの。          |
| 文学は言葉で作る       | 『小説トリッパー』2001年12月号   | 2001年10月28日、日本芸術院でおこなった講演に加筆したもの。               |
| 折口的日本文学史の成立 | 『すばる』2004年2月号            | 2003年11月15日、國學院大学でおこなった講演に加筆したもの。               |
| 泉鏡花の位置           | 未収録                           | 2003年11月14日、第31回泉鏡花文学賞授賞式でおこなった挨拶に加筆したもの。 |
| 人間の時間といふものを | 未収録                           | 2004年1月28日、「2003年度朝日賞」贈呈式でおこなった挨拶に加筆したもの。  |
| 男と女が合作する小説   | 『すばる』2003年9月号            | 瀬戸内寂聴との対談。                                                     |
| 新しい歌舞伎の時代     | 『東京人』2002年7月号            | 中村勘九郎との対談。                                                     |
| 思想書を読もう         | 『文藝春秋臨時増刊』2003年12月号 | 木田元、三浦雅士との座談会。                                             |